# Eyal Berkovic
Eyal Berkovic - em hebraico, אייל ברקוביץ (Regba, 2 de abril de 1972) é um ex-futebolista israelense.
Suas características eram a qualidade nos passes e a visão de jogo, que lhe renderam a alcunha de Ha-Kosem (em português, "O Mago"), apesar de seu temperamento explosivo.

## Carreira
Revelado pelo Maccabi Haifa, Berkovic iniciou a carreira em 1989, atuando em 128 partidas pelo clube do norte israelense, marcando 25 gols até 1996. Durante o período, foi emprestado ao Southampton, onde jogou 28 partidas e marcou 4 gols.
Jogou também por West Ham United, Celtic, Blackburn Rovers (empréstimo), Manchester City e Portsmouth, antes de voltar a seu país para encerrar a carreira em 2006, no Maccabi Tel Aviv.

## Carreira internacional
Pela Seleção Israelense, estreou em 1992, aos vinte anos de idade, participando das Eliminatórias para as Copas de 1994, 1998 e 2002, mas Israel não teve sucesso nas três tentativas.
Em 12 anos representando a equipe, Berkovic atuou em 78 partidas, marcando 9 gols. Defendeu também as equipes Sub-18 (1991) e Sub-21 (1991 a 1993).

## Vida pessoal
Seu irmão, Nir Berkovic, também chegou a jogar futebol, porém sem o mesmo destaque.